# La Boissière-des-Landes
La Boissière-des-Landes è un comune francese di 1 317 abitanti situato nel dipartimento della Vandea nella regione dei Paesi della Loira.

## Società

### Evoluzione demografica
Abitanti censiti